# Coppa Davis 2001
La Coppa Davis 2001 è stata la 90ª edizione del più importante torneo fra squadre nazionali di tennis maschile. Sedici squadre hanno preso parte al Gruppo Mondiale, 139 in totale. La Francia vinse la finale contro l'Australia nella Rod Laver Arena di Melbourne in Australia.

## Gruppo Mondiale
| Squadre partecipanti | Squadre partecipanti | Squadre partecipanti | Squadre partecipanti |
| Australia            | Belgio               | Brasile              | Rep. Ceca            |
| Ecuador              | Francia              | Germania             | Romania              |
| Marocco              | Paesi Bassi          | Russia               | Slovacchia           |
| Spagna               | Svezia               | Svizzera             | Stati Uniti          |
| -------------------- | -------------------- | -------------------- | -------------------- |

### Tabellone
|  | Primo turno 9-11 febbraio                 | Primo turno 9-11 febbraio              | Primo turno 9-11 febbraio                        |                                |           | Quarti di finale 6-8 aprile | Quarti di finale 6-8 aprile               | Quarti di finale 6-8 aprile |   |   | Semifinali 21-23 settembre | Semifinali 21-23 settembre  | Semifinali 21-23 settembre |   |  | Finale 30 novembre - 2 dicembre | Finale 30 novembre - 2 dicembre | Finale 30 novembre - 2 dicembre |
|  |                                           |                                        |                                                  |                                |           |                             |                                           |                             |   |   |                            |                             |                            |   |  |                                 |                                 |                                 |
|  | Perth, Australia (erba)                   |                                        |                                                  |                                |           |                             |                                           |                             |   |   |                            |                             |                            |   |  |                                 |                                 |                                 |
|  | S                                         | Australia                              | 4                                                |                                |           |                             |                                           |                             |   |   |                            |                             |                            |   |  |                                 |                                 |                                 |
|  | S                                         | Australia                              | 4                                                | Florianópolis, Brasile (Terra) |           |                             |                                           |                             |   |   |                            |                             |                            |   |  |                                 |                                 |                                 |
|  |                                           | Ecuador                                | 1                                                |                                |           |                             |                                           |                             |   |   |                            |                             |                            |   |  |                                 |                                 |                                 |
|  |                                           | Ecuador                                | 1                                                | S                              | Australia | 3                           |                                           |                             |   |   |                            |                             |                            |   |  |                                 |                                 |                                 |
|  | Rio de Janeiro, Brasile (Terra)           |                                        |                                                  | S                              | Australia | 3                           |                                           |                             |   |   |                            |                             |                            |   |  |                                 |                                 |                                 |
|  |                                           | S                                      | Brasile                                          | 1                              |           |                             |                                           |                             |   |   |                            |                             |                            |   |  |                                 |                                 |                                 |
|  | S                                         | S                                      | Brasile                                          | 1                              | Brasile   | 4                           |                                           |                             |   |   |                            |                             |                            |   |  |                                 |                                 |                                 |
|  | S                                         |                                        |                                                  |                                | Brasile   | 4                           | Sydney, Australia (Cemento)               |                             |   |   |                            |                             |                            |   |  |                                 |                                 |                                 |
|  |                                           | Marocco                                | 1                                                |                                |           |                             |                                           |                             |   |   |                            |                             |                            |   |  |                                 |                                 |                                 |
|  |                                           |                                        |                                                  |                                |           |                             | S                                         | Australia                   | 4 |   |                            |                             |                            |   |  |                                 |                                 |                                 |
|  | Helsingborg, Svezia (Sintetico indoor)    |                                        |                                                  |                                |           |                             | S                                         | Australia                   | 4 |   |                            |                             |                            |   |  |                                 |                                 |                                 |
|  |                                           | S                                      | Svezia                                           | 1                              |           |                             |                                           |                             |   |   |                            |                             |                            |   |  |                                 |                                 |                                 |
|  | S                                         | S                                      | Svezia                                           | 1                              | Svezia    | 3                           |                                           |                             |   |   |                            |                             |                            |   |  |                                 |                                 |                                 |
|  | S                                         | Malmö, Svezia (Cemento indoor)         |                                                  |                                | Svezia    | 3                           |                                           |                             |   |   |                            |                             |                            |   |  |                                 |                                 |                                 |
|  |                                           | Rep. Ceca                              | 2                                                |                                |           |                             |                                           |                             |   |   |                            |                             |                            |   |  |                                 |                                 |                                 |
|  |                                           | Rep. Ceca                              | 2                                                | S                              | Svezia    | 4                           |                                           |                             |   |   |                            |                             |                            |   |  |                                 |                                 |                                 |
|  | Bratislava, Slovacchia (Cemento indoor)   |                                        |                                                  | S                              | Svezia    | 4                           |                                           |                             |   |   |                            |                             |                            |   |  |                                 |                                 |                                 |
|  |                                           | S                                      | Russia                                           | 1                              |           |                             |                                           |                             |   |   |                            |                             |                            |   |  |                                 |                                 |                                 |
|  | S                                         | S                                      | Russia                                           | 1                              | Russia    | 3                           |                                           |                             |   |   |                            |                             |                            |   |  |                                 |                                 |                                 |
|  | S                                         |                                        |                                                  |                                | Russia    | 3                           |                                           |                             |   |   |                            | Melbourne, Australia (erba) |                            |   |  |                                 |                                 |                                 |
|  |                                           | Slovacchia                             | 2                                                |                                |           |                             |                                           |                             |   |   |                            |                             |                            |   |  |                                 |                                 |                                 |
|  |                                           |                                        |                                                  |                                |           |                             |                                           |                             |   |   |                            | S                           | Australia                  | 2 |  |                                 |                                 |                                 |
|  | Gand, Belgio (Terra indoor)               |                                        |                                                  |                                |           |                             |                                           |                             |   |   |                            | S                           | Australia                  | 2 |  |                                 |                                 |                                 |
|  |                                           | S                                      | Francia                                          | 3                              |           |                             |                                           |                             |   |   |                            |                             |                            |   |  |                                 |                                 |                                 |
|  |                                           | S                                      | Francia                                          | 3                              | Belgio    | 0                           |                                           |                             |   |   |                            |                             |                            |   |  |                                 |                                 |                                 |
|  |                                           | Neuchâtel, Svizzera (Sintetico indoor) |                                                  |                                | Belgio    | 0                           |                                           |                             |   |   |                            |                             |                            |   |  |                                 |                                 |                                 |
|  | S                                         | Francia                                | 5                                                |                                |           |                             |                                           |                             |   |   |                            |                             |                            |   |  |                                 |                                 |                                 |
|  | S                                         | Francia                                | 5                                                |                                | S         | Francia                     | 3                                         |                             |   |   |                            |                             |                            |   |  |                                 |                                 |                                 |
|  | Basilea, Svizzera (Cemento indoor)        |                                        |                                                  |                                | S         | Francia                     | 3                                         |                             |   |   |                            |                             |                            |   |  |                                 |                                 |                                 |
|  |                                           |                                        | Svizzera                                         | 2                              |           |                             |                                           |                             |   |   |                            |                             |                            |   |  |                                 |                                 |                                 |
|  |                                           | Svizzera                               | Svizzera                                         | 2                              | 3         |                             |                                           |                             |   |   |                            |                             |                            |   |  |                                 |                                 |                                 |
|  |                                           | Svizzera                               |                                                  |                                | 3         |                             | Rotterdam, Paesi Bassi (Sintetico indoor) |                             |   |   |                            |                             |                            |   |  |                                 |                                 |                                 |
|  | S                                         | Stati Uniti                            | 2                                                |                                |           |                             |                                           |                             |   |   |                            |                             |                            |   |  |                                 |                                 |                                 |
|  | S                                         | Stati Uniti                            | 2                                                |                                |           |                             |                                           |                             |   | S | Francia                    | 3                           |                            |   |  |                                 |                                 |                                 |
|  | Braunschweig, Germania (Sintetico indoor) |                                        |                                                  |                                |           |                             |                                           |                             |   | S | Francia                    | 3                           |                            |   |  |                                 |                                 |                                 |
|  |                                           |                                        | Paesi Bassi                                      | 2                              |           |                             |                                           |                             |   |   |                            |                             |                            |   |  |                                 |                                 |                                 |
|  |                                           | Romania                                | Paesi Bassi                                      | 2                              | 2         |                             |                                           |                             |   |   |                            |                             |                            |   |  |                                 |                                 |                                 |
|  |                                           | Romania                                | 's-Hertogenbosch, Paesi Bassi (Sintetico indoor) |                                | 2         |                             |                                           |                             |   |   |                            |                             |                            |   |  |                                 |                                 |                                 |
|  | S                                         | Germania                               | 3                                                |                                |           |                             |                                           |                             |   |   |                            |                             |                            |   |  |                                 |                                 |                                 |
|  | S                                         | Germania                               | 3                                                |                                | S         | Germania                    | 1                                         |                             |   |   |                            |                             |                            |   |  |                                 |                                 |                                 |
|  | Eindhoven, Paesi Bassi (Sintetico indoor) |                                        |                                                  |                                | S         | Germania                    | 1                                         |                             |   |   |                            |                             |                            |   |  |                                 |                                 |                                 |
|  |                                           |                                        | Paesi Bassi                                      | 4                              |           |                             |                                           |                             |   |   |                            |                             |                            |   |  |                                 |                                 |                                 |
|  |                                           | Paesi Bassi                            | Paesi Bassi                                      | 4                              | 4         |                             |                                           |                             |   |   |                            |                             |                            |   |  |                                 |                                 |                                 |
|  |                                           | Paesi Bassi                            |                                                  |                                | 4         |                             |                                           |                             |   |   |                            |                             |                            |   |  |                                 |                                 |                                 |
|  | S                                         | Spagna                                 | 1                                                |                                |           |                             |                                           |                             |   |   |                            |                             |                            |   |  |                                 |                                 |                                 |

Le perdenti del 1º turno giocano gli spareggi per rimanere nel Gruppo Mondiale contro le vincenti del gruppo I dei gruppi zonali.

### Finale
| Australia 2 | Rod Laver Arena, Melbourne, Australia 30 novembre - 2 dicembre 2001 erba | Rod Laver Arena, Melbourne, Australia 30 novembre - 2 dicembre 2001 erba | Francia 3 |      |      |     |     |  |
| \| \| \| \| 1 \| 2 \| 3 \| 4 \| 5 \| \| \| - \| \| ---------------------------------------------------------------- \| ---- \| ---- \| ---- \| --- \| --- \| \| \| 1 \| \| Lleyton Hewitt Nicolas Escudé \| 6 4 \| 3 6 \| 6 3 \| 3 6 \| 4 6 \| \| \| 2 \| \| Patrick Rafter Sébastien Grosjean \| 6 3 \| 7 6 \| 7 5 \| \| \| \| \| 3 \| \| Lleyton Hewitt / Patrick Rafter Cédric Pioline / Fabrice Santoro \| 6 2 \| 3 6 \| 65 7 \| 1 6 \| \| \| \| 4 \| \| Lleyton Hewitt Sébastien Grosjean \| 6 3 \| 6 2 \| 6 3 \| \| \| \| \| 5 \| \| Wayne Arthurs Nicolas Escudé \| 64 7 \| 7 65 \| 3 6 \| 3 6 \| \| \| |                                                                          |                                                                          |           |      |      |     |     |  |
| |                                                                          |                                                                          | 1         | 2    | 3    | 4   | 5   |  |
| 1 | Australia (bandiera) · Francia (bandiera)                                | Lleyton Hewitt Nicolas Escudé                                            | 6 4       | 3 6  | 6 3  | 3 6 | 4 6 |  |
| 2 | Australia (bandiera) · Francia (bandiera)                                | Patrick Rafter Sébastien Grosjean                                        | 6 3       | 7 6  | 7 5  |     |     |  |
| 3 | Australia (bandiera) · Francia (bandiera)                                | Lleyton Hewitt / Patrick Rafter Cédric Pioline / Fabrice Santoro         | 6 2       | 3 6  | 65 7 | 1 6 |     |  |
| 4 | Australia (bandiera) · Francia (bandiera)                                | Lleyton Hewitt Sébastien Grosjean                                        | 6 3       | 6 2  | 6 3  |     |     |  |
| 5 | Australia (bandiera) · Francia (bandiera)                                | Wayne Arthurs Nicolas Escudé                                             | 64 7      | 7 65 | 3 6  | 3 6 |     |  |

## Turno di qualificazione al Gruppo Mondiale
Date: 21-23 settembre
| Impianto                                      | Squadra Ospitante | Punteggio | Squadra Ospite |
| --------------------------------------------- | ----------------- | --------- | -------------- |
| Córdoba, Argentina (Terra)                    | Argentina         | 5-0       | Bielorussia    |
| Liegi, Belgio (Sintetico indoor)              | Belgio            | 2-3       | Marocco        |
| Prostějov, Repubblica Ceca (Sintetico indoor) | Rep. Ceca         | 3-2       | Romania        |
| Guayaquil, Ecuador (Terra)                    | Ecuador           | 1-4       | Regno Unito    |
| Roma, Italia (Terra)                          | Italia            | 2-3       | Croazia        |
| Prešov, Slovacchia (Sintetico indoor)         | Slovacchia        | 3-2       | Cile           |
| Albacete, Spagna (Terra)                      | Spagna            | 4-0       | Uzbekistan     |
| Winston-Salem, USA (Cemento indoor)           | Stati Uniti       | 4-1       | India          |

- Argentina, Croazia e Gran Bretagna promosse al Gruppo Mondiale della Coppa Davis 2002.
- Repubblica Ceca, Marocco, Slovacchia, Spagna e Stati Uniti rimangono nel Gruppo Mondiale della Coppa Davis 2002.
- Bielorussia (EA), Cile (AMN), Italia (EA), India (AO) ed Uzbekistan (AO) rimangono nel Gruppo I della Coppa Davis 2002.
- Belgio (EA), Ecuador (AMN) e Romania (EA) retrocesse nel Gruppo I della Coppa Davis 2002.

## Zona Americana

### Gruppo I
Squadre partecipanti
- Argentina — promossa al Turno di qualificazione al Gruppo Mondiale
- Bahamas
- Canada
- Cile — promossa al Turno di qualificazione al Gruppo Mondiale
- Messico
- Perù — retrocessa nel Gruppo II della Coppa Davis 2002

### Gruppo II
Squadre partecipanti
- Antille Olandesi
- Colombia
- Costa Rica — retrocessa nel Gruppo III della Coppa Davis 2002
- Guatemala
- Paraguay
- Rep. Dominicana — retrocessa nel Gruppo III della Coppa Davis 2002
- Uruguay
- Venezuela — promossa al Gruppo I della Coppa Davis 2002

### Gruppo III
Squadre partecipanti
- Bermuda — retrocessa nel Gruppo IV della Coppa Davis 2002
- Bolivia — retrocessa nel Gruppo IV della Coppa Davis 2002
- Cuba — promossa al Gruppo II della Coppa Davis 2002
- El Salvador
- Giamaica
- Honduras
- Porto Rico
- Trinidad e Tobago — promossa al Gruppo II della Coppa Davis 2002

### Gruppo IV
Squadre partecipanti
- Antigua e Barbuda
- Barbados
- Caraibi dell'Est
- Haiti — promossa al Gruppo III della Coppa Davis 2002
- Isole Vergini Americane
- Panama — promossa al Gruppo III della Coppa Davis 2002
- Saint Lucia

## Zona Asia/Oceania

### Gruppo I
Squadre partecipanti
- Cina — retrocessa nel Gruppo II della Coppa Davis 2002
- Corea del Sud
- Giappone
- India — promossa al Turno di qualificazione al Gruppo Mondiale
- Indonesia
- Nuova Zelanda
- Thailandia
- Uzbekistan — promossa al Turno di qualificazione al Gruppo Mondiale

### Gruppo II
Squadre partecipanti
- Hong Kong
- Iran — retrocessa nel Gruppo III della Coppa Davis 2002
- Kuwait
- Libano — promossa al Gruppo I della Coppa Davis 2002
- Malaysia
- Pakistan
- Siria — retrocessa nel Gruppo III della Coppa Davis 2002
- Taipei cinese

### Gruppo III
Squadre partecipanti
- Arabia Saudita
- Bahrein — retrocessa nel Gruppo IV della Coppa Davis 2002
- Filippine — promossa al Gruppo II della Coppa Davis 2002
- Kazakistan — promossa al Gruppo II della Coppa Davis 2002
- Qatar
- Singapore
- Sri Lanka — retrocessa nel Gruppo IV della Coppa Davis 2002
- Tagikistan

### Gruppo IV
Squadre partecipanti
- Bangladesh
- Brunei
- Emirati Arabi Uniti — promossa al Gruppo III della Coppa Davis 2002
- Figi
- Giordania
- Iraq
- Oceania Pacifica — promossa al Gruppo III della Coppa Davis 2002
- Oman

## Zona Europea/Africana

### Gruppo I
Squadre partecipanti
- Austria
- Bielorussia — promossa al Turno di qualificazione al Gruppo Mondiale
- Croazia — promossa al Turno di qualificazione al Gruppo Mondiale
- Finlandia
- Italia — promossa al Turno di qualificazione al Gruppo Mondiale
- Portogallo
- Regno Unito — promossa al Turno di qualificazione al Gruppo Mondiale
- Slovenia — retrocessa nel Gruppo II della Coppa Davis 2002
- Ucraina — retrocessa nel Gruppo II della Coppa Davis 2002
- Zimbabwe

### Gruppo II
Squadre partecipanti
- Armenia
- Costa d'Avorio
- Danimarca
- Estonia — retrocessa nel Gruppo III della Coppa Davis 2002
- Grecia — promossa al Gruppo I della Coppa Davis 2002
- Irlanda
- Israele — promossa al Gruppo I della Coppa Davis 2002
- Jugoslavia
- Lussemburgo
- Moldavia
- Monaco — retrocessa nel Gruppo III della Coppa Davis 2002
- Norvegia
- Polonia — retrocessa nel Gruppo III della Coppa Davis 2002
- Sudafrica
- Turchia — retrocessa nel Gruppo III della Coppa Davis 2002
- Ungheria

### Gruppo III

#### Girone I
Squadre partecipanti
- Botswana
- Georgia — retrocessa nel Gruppo IV della Coppa Davis 2002
- Ghana — promossa al Gruppo II della Coppa Davis 2002
- Islanda
- Kenya — retrocessa nel Gruppo IV della Coppa Davis 2002
- Lettonia — promossa al Gruppo II della Coppa Davis 2002
- Lituania
- Madagascar

#### Girone II
Squadre partecipanti
- Bosnia ed Erzegovina
- Bulgaria — promossa al Gruppo II della Coppa Davis 2002
- Egitto — promossa al Gruppo II della Coppa Davis 2002
- Macedonia
- Mauritius
- Namibia
- Togo — retrocessa nel Gruppo IV della Coppa Davis 2002

### Gruppo IV

#### Girone A
Squadre partecipanti
- Algeria
- Azerbaigian
- Benin
- Burkina Faso
- Cipro — promossa al Gruppo III della Coppa Davis 2002
- Gabon
- Lesotho
- Ruanda
- San Marino
- Sudan
- Tunisia — promossa al Gruppo III della Coppa Davis 2002
- Uganda

#### Girone II
Squadre partecipanti
- Andorra — promossa al Gruppo III della Coppa Davis 2002
- Angola
- Etiopia
- Gibuti
- Libia
- Mali
- Malta
- Senegal
- Zambia — promossa al Gruppo III della Coppa Davis 2002